# Antoni Pallarès i Tuset
Antoni Pallarès i Tuset (Puigcerdà, 1932) estudià als Escolapis de Puigcerdà, i el 1950, com a membre de l'associació d'exalumnes, fou cofundador de l'Esbart Cerdanya i participà activament amb el jovent de la vila en la Festa del Llac, que van voler convertir en una mena de «Semana Grande» de Bilbao. El 1956 es traslladà a Barcelona, on va treballar en una fàbrica de gas hidròfil de la qual va acabar sent director comercial. El 1972, després de viure a Santa Coloma de Gramenet i al Poblenou, s'instal·là amb la seva dona a les Corts.
Durant els anys de transició democràtica s'apropà al PSC, amb qui va col·laborar a les eleccions municipals de 1979 i 1983, quan fou nomenat conseller al districte de les Corts fins al 2003. Durant dotze anys va treballar a la Comissió de Cultura, i va ser el primer responsable del Centre Cívic de Can Deu, a més d'una figura destacada en l'impuls d'una nova festa major. També fou conseller de Via Pública (1995-1999), i vicepresident del Consell del Districte i regidor de Cultura i Urbanisme (1999-2003).
També va ser soci fundador de l'Associació de Veïns Camp Nou (1985), on va contribuir a impulsar el PERI Bacardí i l'erradicació d'un gueto de droga. El 1988 va promoure la fundació de la secció local del PSC a les Corts, i cinc anys més tard va fundar El Clar de les Corts, una tribuna de debat polític oberta a tot el barri. El 2005 va rebre la Medalla d'Honor de Barcelona.